# Робин Худ: Мушкарци у хулахопкама
Робин Худ: Мушкарци у хулахопкама (енгл. Robin Hood: Men in Tights) је америчка авантуристичка комедија из 1993. године, коју је режирао, продуцирао и написао Мел Брукс.

## Радња
Побегавши из заточеништва током крсташког рата, Робин Худ се враћа на имање породице Локсли са својим новопронађеним пријатељом Ахћуом. Међутим, шериф од Ротингема му је узео имање за дугове. Робин одлучује да врати наслеђе које му је завештано и да се обрачуна са шерифом, за шта регрутује тим сабораца, чија су спољашња одлика припијени трико и шешир са пером.

## Улоге
| Глумац            | Улога              |
| ----------------- | ------------------ |
| Кери Елвес        | Робин Худ          |
| Ричард Луис       | принц Џон          |
| Роџер Рис         | шериф од Ротингема |
| Ејми Јасбек       | дева Меријан       |
| Дејв Шапел        | Ахћу               |
| Марк Бланкфилд    | Блинкин            |
| Ерик Алан Крејмер | Мали Џон           |
| Метју Порета      | Вил Скарлет О'Хара |
| Ајзак Хејс        | Асниз              |
| Трејси Алман      | Латрина            |
| Патрик Стјуарт    | краљ Ричард        |
| Дом Делуиз        | Дон Ђовани         |
| Стив Танкора      | Прљави Лука        |
| Џо Димик          | Прљави Езио        |
| Дик ван Патен     | опат               |
| Мел Брукс         | рабин Такман       |
| Меган Кавана      | Брумхилда          |